# Розовое кварцевое яйцо
«Ро́зовое ква́рцевое яйцо́» — ювелирное яйцо, изготовленное фирмой Карла Фаберже ювелирных дел мастером Михаилом Евлампиевичем Перхиным в 1899 году. Хранится в частной коллекции.

## Описание
Ювелирное пасхальное «Розовое кварцевое яйцо» сделано из золота, кварца и оникса, украшено серебром, платиной, рубинами, бриллиантами. Внешне данное ювелирное изделие очень похоже на пасхальное яйцо «Букет лилий» созданное ювелирных дел мастером Михаилом Перхиным в 1899 году для семьи императора Николая II. Тем не менее, из-за договоренности между императором России и Карлом Фаберже о запрете копирования, имеет ряд отличий. «Розовое кварцевое яйцо» выполнено в виде вазы из розового кварца, в которой стоит букет лилий, изготовленных из халцедона, стебли и листья лилий выполнены из золота, а пестики украшены алмазами. От вершины пасхального яйца вниз отходят 12 золотых линий, делящих поверхность на 12 часов. Стрелка часов выполнена в виде лука со стрелой, украшенной бриллиантами. Яйцо покоится на камне из оникса, украшенного золотом и алмазами указана дата: «1899».

## Сюрприз
Работающий часовой механизм, вмонтированный в ювелирное пасхальное яйцо.

## Владельцы
Изготовлено в Санкт-Петербурге ювелирным домом Карла Фаберже в 1899 году. Данных о владельце нет. Хранится в частной коллекции.